# Predator 2
Pour les articles homonymes, voir Predator.
Série Predator
Predator
(1987) Predators
(2010)
Pour plus de détails, voir Fiche technique et Distribution.
Predator 2 ou Le Prédateur 2 au Québec est un film de science-fiction américain réalisé par Stephen Hopkins, sorti en 1990.
Écrit par les frères Jim et John Thomas, c'est le second film de la franchise Predator, et la suite de Predator (1987). Kevin Peter Hall y reprend son rôle de la créature.
Se déroulant dix ans après les événements du premier film, le film se déroule en 1997. Un deuxième Predator est arrivé furtivement à Los Angeles. C'est alors qu'une guerre entre cartels fait rage, sous une vague de chaleur. Du haut d'un toit, une forme invisible observe une fusillade entre trafiquants colombiens et forces de police, et plus particulièrement le lieutenant Michael Harrigan (Danny Glover), qui s'illustre par ses faits d'armes. Les dealers se replient dans un immeuble mais sont soudainement attaqués et massacrés. Harrigan et ses coéquipiers, Leona (María Conchita Alonso ) et Danny (Rubén Blades), investissent le bâtiment sans attendre les ordres. Le chef du gang, terrifié, parvient à s'enfuir de la tuerie par le toit mais il est rattrapé et tué par Harrigan. Le policier aperçoit alors momentanément une silhouette camouflée qu'il prend pour un effet de chaleur. Le lieutenant est réprimandé par ses supérieurs pour avoir contrevenu aux ordres, notamment l'agent spécial Peter Keyes (Gary Busey), leader d'un groupe de travail fédéral qui enquête prétendument sur les cartels. Un nouveau venu, le détective Jerry Lambert (Bill Paxton), rejoint ensuite l'équipe d'Harrigan.
À sa sortie, le film reçoit des critiques généralement négatives et est un succès modéré au box-office, rapportant 57 millions $ dans le monde, contre 98 millions $ pour le film précédent qui disposait d'un budget de production plus petit. Le film est reconsidéré de manière plus positive au fil des années, en particulier pour la prestation de Danny Glover, la mise en scène et la bande musicale, et gagne le statut de film culte dans les décennies qui suivent sa sortie initiale.

## Synopsis
Un soir, une créature humanoïde tue plusieurs membres de gang jamaïcain qui étaient en train d'assassiner un seigneur de guerre colombien. Bien qu'ils soient censés attendre Keyes, Harrigan et son équipe entrent dans l'appartement sombre et où se trouvent des cadavres suspendus entièrement lacérés. Keyes avertit Harrigan de ne plus se mêler de cette affaire, mais Danny revient plus tard à la demande de ce dernier pour continuer l'enquête. Il récupère une arme ressemblant à une double pointe de lance mais est surpris par la créature qui rodait par-là et il est alors tué, comme une proie. Harrigan veut tout faire pour découvrir le tueur de son ami, croyant toujours avoir affaire à un assassin. Un médecin légiste analyse la matière de la pointe de lance récupérée sur le corps de Danny et constate qu'elle ne correspond à aucun élément périodique. Plus tard, Harrigan rencontre le baron de la drogue jamaïcain King Willie, un praticien vaudou qui sent que le tueur est surnaturel et qu'il le guette incessamment. Juste après le départ de Harrigan, la créature apparait et tue le leader jamaïcain en emportant sa tête comme trophée.
Le lendemain, Cantrell et Lambert interviennent lors d'une agression armée dans le métro lorsque la créature attaque à nouveau. Plusieurs civils armés sont tués ainsi que Lambert qui l'affronte en dernier après avoir épuisé ses munitions. La créature s'apprête ensuite à tuer l'inspectrice Leona Cantrell mais l'épargne lorsque sa vision thermique révèle qu'elle est enceinte, ce qui pour la créature, est sacré. Harrigan arrive sur les lieux mais ne peut que constater la tuerie. Ne trouvant aucune trace de Lambert, il parcourt le tunnel du métro en suivant des traces de sang. Il débusque la créature bipède arrachant la tête de Lambert. Harrigan la poursuit à l'extérieur mais est arrêté par Keyes et ses hommes. Ces derniers sont en fait des scientifiques qui révèlent que le tueur est un prédateur extraterrestre possédant une technologie avancée qui chasse sur Terre avec ses semblables depuis longtemps pour se faire des trophées. Pour tenter de le capturer et l'étudier, un piège est mis en place dans un abattoir à proximité.
L'équipe débute l'opération mais le Predator découvre le piège : il massacre tous les hommes et blesse Keyes avant qu'Harrigan n'intervienne. Il affronte le Predator et en dernier recours, décharge son arme sur lui à courte distance. Le Predator est à terre et Harrigan en profite pour lui retirer son masque. Mais la créature est toujours vivante et tue Keyes en utilisant un disque de lancer avant de prendre en chasse Harrigan sur le toit du bâtiment. Après un échange de tir, le policier précipite le monstre avec lui du haut de l'immeuble et tous deux se retrouvent agrippés au rebord. Le Predator tente alors d'activer un dispositif d'auto-destruction mais Harrigan parvient à lui trancher l'avant-bras avec son disque. Le Predator tombe à la renverse à travers une fenêtre de l'immeuble voisin et utilise un kit médical pour soigner ses blessures avant de s'enfuir dans une cage d'ascenseur.
Harrigan le suit et trouve un vaisseau spatial dans une grotte souterraine sous l'immeuble. À l'intérieur, il découvre les crânes de ses victimes en guise de trophées, dont un crâne d'Alien. Les deux rivaux s'affrontent dans un duel final à l'issue duquel Harrigan parvient à tuer le Predator en l'empalant avec le disque. Apparaissent alors d'autres Predators qui récupèrent leur camarade mort. Leur chef donne ensuite au policier un antique pistolet à silex avant de se retirer, le vaisseau étant sur le point de décoller. Harrigan parvient à sortir juste à temps avant d'être rejoint à la surface par le reste de l'équipe de Keyes, furieux de ne pas avoir pu saisir l'extraterrestre. Harrigan déclare que les créatures reviendront probablement.

## Fiche technique
Sauf indication contraire, les informations mentionnées dans cette section peuvent être confirmées par les bases de données cinématographiques IMDb et Allociné,  présentes dans la section « Liens externes ».
- Titre original et français : Predator 2
- Titre québécois : Le Prédateur 2
- Réalisation : Stephen Hopkins
- Scénario : Jim et John Thomas, d'après les personnages créés par Jim Thomas et John Thomas
- Musique : Alan Silvestri
- Direction artistique : Geoff Hubbard
- Décors : Lawrence G. Paull
- Costumes : Marilyn Vance
- Maquillage : Michael Mills, Scott H. Eddo, Michael Spatola, Kevin Westmore et Stan Winston
- Photographie : Peter Levy
- Son : Alex Algarin, Chris David, Richard Overton, Sergio Reyes, B. Tennyson Sebastian III
- Montage : Mark Goldblatt et Bert Lovitt
- Production : John Davis, Lawrence Gordon et Joel Silver
  - Production déléguée : Lloyd Levin et Michael Levy
  - Production associée : Suzanne Todd
  - Coproduction : Terry Carr et Tom Joyner
- Sociétés de production[1] : Davis Entertainment, Lawrence Gordon Productions, Silver Pictures et 20th Century Fox
- Société de distribution : 20th Century Fox
- Budget : 35 millions de $ (estimation)[2]
- Pays de production :  États-Unis
- Langue originale : anglais
- Format[3] : couleur (DeLuxe) — 35 mm / 70 mm — 1,85:1 (Panavision) — son Dolby
- Genre : science-fiction, action, épouvante-horreur
- Durée : 108 minutes
- Dates de sortie[4] :
  - États-Unis : 21 novembre 1990
  - Québec : 21 novembre 1990[5]
  - France : 30 avril 1991[6]
- Classification[7] :
  - États-Unis : interdit aux moins de 17 ans (R – Restricted)[N 1]
  - France : interdit aux moins de 12 ans[8]
  - Québec : 13 ans et plus (violence) (13+ / 13 years and over)[5]

## Distribution
- Danny Glover (VF : Med Hondo) : le lieutenant Michael Harrigan
- Gary Busey (VF : Jean Barney) : l'agent spécial Peter Keyes
- Rubén Blades (VF : Mostéfa Stiti) : l'inspecteur Danny Artchuletta
- María Conchita Alonso (VF : Michèle Buzynski) : l'inspectrice Leona Cantrell
- Bill Paxton (VF : José Luccioni) : l'inspecteur Jerry Lambert
- Kevin Peter Hall : le Predator
- Adam Baldwin (VF : Régis Ivanov) : l'agent spécial Garber
- Robert Davi (VF : François Jaubert) : le chef-adjoint Phil Heinemann
- Kent McCord (VF : Jean-Louis Maury) : le capitaine B. Pilgrim
- Morton Downey Jr. (VF : Joël Martineau) : Tony Pope
- Lilyan Chauvin : Dr. Irene Edwards
- Calvin Lockhart (VF : Christian Pelissier) : King Willie
- Steve Kahan : le sergent
- Jsu Garcia : un détective
- Corey Rand : Ramon Vega
- Elpidia Carrillo : Anna Goncalves (caméo)

## Production

### Genèse et développement
À l'origine, Arnold Schwarzenegger devait reprendre son rôle de Dutch, mais a refusé en raison d'un désaccord salarial. Le poste de réalisateur a été proposé à John McTiernan, qui a préféré mettre en scène À la poursuite d'Octobre rouge.
Pendant quelque temps, Steven Seagal, était le premier choix avant que le réalisateur ne se ravise .
L'histoire se déroulait initialement à New York avant d'être située à Los Angeles pour des économies de budget.

### Attribution des rôles
Danny Glover, Gary Busey ainsi que Steve Kahan ont déjà joué ensemble dans L'Arme fatale.
Patrick Swayze a été approché pour jouer dans le film mais a préféré tourner Road House.
Le réalisateur Stephen Hopkins voulait John Lithgow pour incarner Peter Keyes, mais le producteur Joel Silver préférait Gary Busey.
Il s'agit de l'un des derniers films de Kevin Peter Hall, décédé en avril 1991. Il avait déjà incarné le Predator dans le premier film.

### Tournage
Le tournage a eu lieu en Californie (BART, Oakland...) et notamment à Los Angeles (Los Feliz, Downtown Los Angeles, Century City...).

## Musique
Bandes originales de Predator
Predator
(1987) Predators
(2010)
La musique du film est composée par Alan Silvestri, déjà à l’œuvre sur le premier film.
Liste des titres
1. Main Title – 2:46
2. First Carnage – 2:34
3. Tunnel Chase – 4:53
4. Truly Dead – 4:58
5. Danny Gets It – 3:18
6. Rest In Pieces – 1:35
7. El Scorpio – 2:42
8. This Is History – 6:28
9. Swinging Rude Boys – 2:40
10. Dem Bones – 4:28
11. End Title – 8:46

## Accueil

### Box office
Sorti le 21 novembre 1990 aux États-Unis, Predator 2 est quatrième au box-office américain lors de sa première semaine, cumulant 8 millions de dollars de recette. Il se retrouva derrière les films Danse avec les loups, Tels pères, telle fille, et Maman, j'ai raté l'avion !. Au total le film rapporta 57 millions de dollars, dont 30 millions provenant des États-Unis. En France, le film sort en avril 1991 et rapporte l'équivalent de 2,8 millions de dollars.

## Distinctions
Entre 1991 et 1992, le film Predator 2 a été sélectionné 5 fois dans diverses catégories et a remporté une récompense.

### Récompense
- Australian Cinematographers Society Awards 1991 : directeur de la photographie de l'année pour Peter Levy

### Nominations
- Fantasporto 1991 : Meilleur film pour Stephen Hopkins
- Saturn Awards 1992 :
  - Meilleur film de science-fiction
  - Meilleur maquillage pour Stan Winston et Scott H. Eddo
  - Meilleurs effets spéciaux pour Stan Winston et Joel Hynek

## Éditions en vidéo
En France, le film Predator 2 est sorti en DVD édition simple le 24 janvier 2001, DVD édition spéciale le 20 avril 2005, DVD édition prestige le 30 novembre 2005 et DVD édition collector le 24 octobre 2007.
Avec l'arrivée du Blu-ray, le film sort dans une version simple le 19 novembre 2008, puis en combo Blu-ray + DVD le 7 juillet 2010
Le film est également sorti en VOD le 30 juin 2015.

## Anecdotes
- Dans le vaisseau du Predator, on aperçoit divers crânes, dont un d'Alien, c'était en fait un clin d'œil de l'époque aux comics Alien vs. Predator déjà existants (édités par Dark Horse Comics).
- Dans The Predator (2018), Jake Busey incarne un scientifique nommé Sean Keyes. Il serait le fils de Peter Keyes, incarné par le véritable père de l'acteur Gary Busey dans Predator 2[22].